# Castlevania: The Dracula X Chronicles
Castlevania: The Dracula X Chronicles, in Giappone Akuma jō Dracula X Chronicle (悪魔城ドラキュラ Xクロニクル?, Akuma jō Dorakyura Ekkusu Kuronikuru, lett. "Cronache di Dracula del castello del Diavolo X"), è un videogioco della serie Castlevania, sviluppato e pubblicato da Konami per PlayStation Portable. Si tratta di un remake di Akumajō Dracula X Chi no Rondo, titolo del 1993 mai uscito ufficialmente al di fuori dal mercato orientale; è inoltre presente la versione originale del gioco (intitolata Castlevania: Rondo of Blood) e una conversione di Castlevania: Symphony of the Night, precedentemente pubblicato su PlayStation.

## Differenze
Dracula X Chronicles è stato realizzato in grafica tridimensionale, sebbene lo stile di gioco rimanga in due dimensioni (definibile quindi come 2.5 dimensioni, o pseudo 3D). Rispetto all'originale Chi no Rondo sono stati aggiunti alcuni nuovi ostacoli, è stato modificato il 5º livello (dotato di un nuovo boss) e anche la trama ha subito alcune piccole varianti. È stata inoltre aggiunta la modalità Boss Rush, una serie di livelli dove appaiono tutti i boss del gioco uno dietro l'altro: questa modalità è giocabile in cooperativa tramite la connessione wireless della console Sony.
In Rondo of Blood e Symphony of the Night sono presenti un nuovo doppiaggio e alcune piccole differenze di traduzione nei nomi dei livelli e delle creature.

## Accoglienza
La rivista Play Generation diede al gioco un punteggio di 91/100, trovandolo un classico dell'azione tornato in forma smagliante grazie a un portentoso "restyling" e tanti extra di lusso.